# شيلدون فناوكن
شيلدون فناوكن (بالإنجليزية: Sheldon Vanauken)‏‏ (4 أغسطس 1914 - 28 أكتوبر 1996 )؛ صحفي، وروائي، وشاعر من الولايات المتحدة.

## الجوائز
- جائزة الكتاب الوطني  [لغات أخرى]‏